# Jorg Drehmel
Jorg Drehmel (República Democrática Alemana, 3 de mayo de 1945) es un atleta alemán retirado, especializado en la prueba de triple salto en la que llegó a ser subcampeón olímpico en 1972.

## Carrera deportiva
En los JJ. OO. de Múnich 1972 ganó la medalla de plata en el triple salto, con un salto de 17.30 metros, tras el soviético Viktor Saneyev (oro con 17.35 m) y por delante del brasileño Nelson Prudêncio (bronce con 17.05 m).